# Goodenia chambersii
Goodenia chambersii är en tvåhjärtbladig växtart som beskrevs av Ferdinand von Mueller. Goodenia chambersii ingår i släktet Goodenia och familjen Goodeniaceae. Inga underarter finns listade i Catalogue of Life.